# أندرسون (لاعب كرة قدم مواليد 1972)
أندرسون (بالبرتغالية: Anderson Karlos Fabiano‏) هو لاعب كرة قدم برازيلي، ولد في 24 مارس 1972 في البرازيل. لعب مع باختاكور طشقند.